# May Andersen
Lykke May Andersen (Copenhague, 19 de junio de 1982) es una modelo danesa. 

## Carrera
May Andersen debuta en el mundo de la moda en junio de 1998 desfilando para Valentino en las pasarelas de alta costura de París. Seguirán otras muchas experiencias en el campo, como los desfiles de Gianfranco Ferré, Miu Miu, Philosophy de Alberta Ferretti, Prada, Louis Vuitton, Christian Dior y Victoria's Secret y las portadas de L'Officiel, Vogue, Elle, Marie Claire, Harper's Bazaar y especialmente Sports Illustrated Swimsuit Issue. Además, Andersen fue la portavoz de la campaña publicitaria turística danesa.
En 2000 sufrió un grave accidente de tráfico, pero recibió una indemnización de la ciudad de Nueva York después de un largo proceso. El 20 de abril de 2006, fue especialmente alarmante la noticia de que May Andersen fue arrestada por agredir a una azafata en el vuelo de Ámsterdam a Miami. Después de su arresto en 2006, su agencia, la Elite Model Management de Los Ángeles adoptó como nombre oficial para la modelo el de Lykke May.
Gracias a estos episodios, y a otros reportados principalmente de revistas de la prensa rosa (como sus relaciones sentimentales con Marcus Schenkenberg o con Stephen Dorff), la popularidad de la modelo creció a tal punto que el personaje de Mae Anderson (interpretado por Erika Christensen) en la serie de televisión Seis grados está evidentemente inspirado en ella.

## Agencias
- AMT Models
- Traffic Models - Barcelona
- Storm Model Agency - Londres
- Modelwerk
- Talents Models
- 2pm Model Management - Dinamarca
- Priscillas Model Management
- Ford Models - París
- NBPeople
- Elite Model Management - Los Ángeles
- Muse Management